# Wikipédia en hindi des Fidji
Wikipédia en hindi des Fidji (en hindi des Fidji : Fiji Baat Wikipedia) est l’édition de Wikipédia en hindi des Fidji, langue indique centrale (en) (de la famille des langues indo-aryennes) parlée aux Fidji. L'édition est lancée en octobre 2007,. Son code est : hif.
Au 20 mars 2025, l'édition en hindi des Fidji contient 11 499 articles et compte 35 789 contributeurs, dont 61 contributeurs actifs et 2 administrateurs.

## Présentation

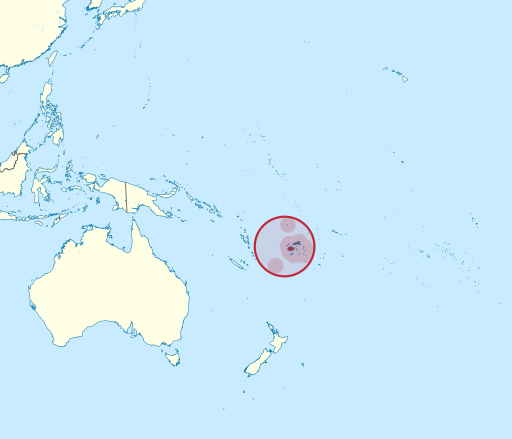
Localisation des Fidji.
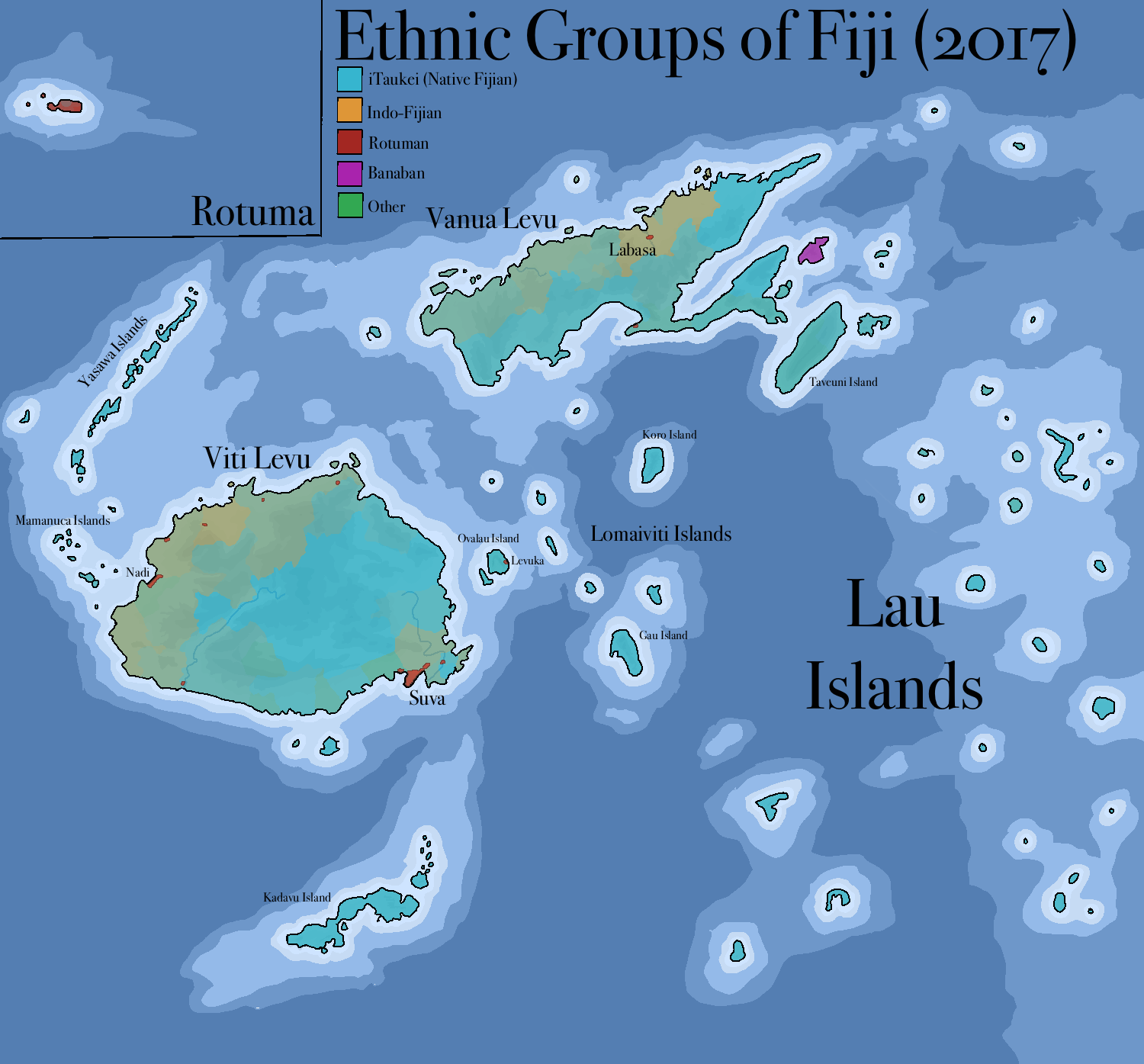
Location des habitants d'origine indienne.
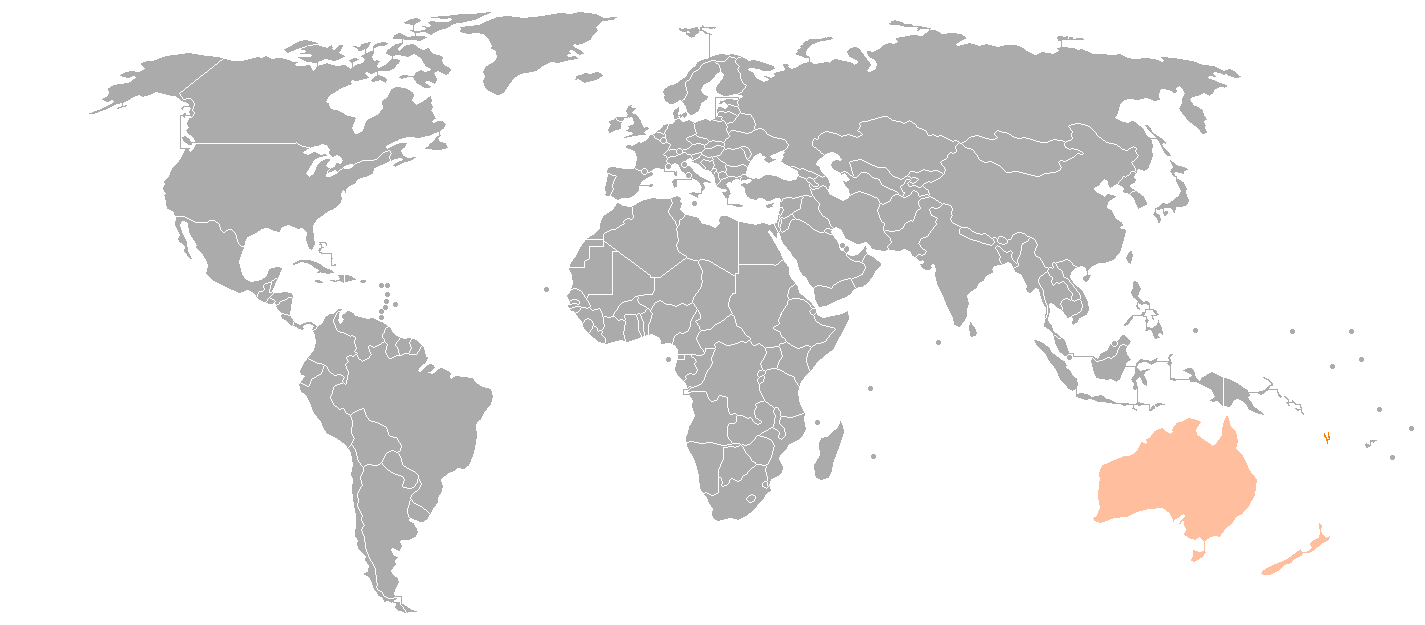
Localisation des locuteurs en dehors des îles Fidji.

## Statistiques
- Le 5 mars 2015, l'édition en hindi des Fidji compte 6 512 articles et 11 979 utilisateurs enregistrés[3], ce qui en fait la 140e[4] édition linguistique de Wikipédia par le nombre d'articles et la 129e[5] par le nombre d'utilisateurs enregistrés, parmi les 287 éditions linguistiques actives.
- Le 5 octobre 2022, elle contient 10 271 articles et compte 29 902 contributeurs, dont 28 contributeurs actifs et 2 administrateurs.
- Le 1er octobre 2024, elle contient 11 241 articles et compte 34 695 contributeurs, dont 44 contributeurs actifs et 2 administrateurs.